# Синимяэ
Си́нимяэ (эст. Sinimäe) — посёлок в муниципалитете Нарва-Йыэсуу уезда Ида-Вирумаа, Эстония.
До реформы местных самоуправлений Эстонии 2017 года посёлок был административным центром волости Вайвара (упразднена).

## География и описание
Расположен в 14 километрах к юго-западу от уездного центра — города Нарва-Йыэсуу. Высота над уровнем моря — 70 метров.
Климат умеренный. Официальный язык — эстонский. Почтовый индекс — 94716.

## Население
По данным переписи населения 2021 года, в Синимяэ насчитывалось 389 жителей, из них 101 (26,1 %) — эстонцы.
По данным переписи населения 2011 года, в посёлке проживали 319 человек, из них 100 (31,3 %) — эстонцы.
Численность населения посёлка Синимяэ по данным переписей населения:
| Год  | 1959 | 1970  | 1979  | 1989  | 2000  | 2011  | 2021  |
| ---- | ---- | ----- | ----- | ----- | ----- | ----- | ----- |
| Чел. | 364  | ↗ 477 | ↘ 454 | ↗ 480 | ↘ 365 | ↘ 319 | ↗ 389 |

## История
В 1920-х годах на землях национализированной мызы Вайвара было образовано поселение Вайвара или Мыйзакюла. До Второй мировой войны оно включало в себя 21 хутор, Вайвараскую 6-классную начальную школу, детский дом, магазин, госпиталь и библиотеку; культурные мероприятия проходили в Народном доме Перьятси, а также в зале детского дома.
Поселение Синимяэ было образовано в 1950-х годах на месте деревни, полностью разрушенной в ходе ожесточённых сражений на Синимяэских высотах в 1944 году; в 1977 году оно получило статус посёлка.
С 1949 года до 1992 года в посёлке работал совхоз «Синимяэ».

## Инфраструктура
В посёлке работают отделение детского сада Вайвара, Синимяэская начальная школа, библиотека, магазин, детская игровая комната, почтовое отделение. Из бывшей совхозной конторы в 2002 году был сделан красивый дом волостного управления. К большому огорчению жителей посёлка в нём больше не работают фельдшерский пункт, баня, столовая, дом культуры и фирмы по оказанию бытовых услуг.

## Происхождение топонима
Название посёлка происходит от природного названия — Синимяэские высоты (Синие горы). До Второй мировой войны Синимяэские высоты, вокруг которых раскинулось поселение, были покрыты высоким ельником, который при взгляде издалека придавал холмам синий цвет. Эти ели погибли в ходе сражений в 1944 году.